# Benjamin Godard
Benjamin Louis Paul Godard (18. srpna 1849 – 10. ledna 1895) byl francouzský houslista a hudební skladatel období romantismu. Byl židovského původu. Jeho nejznámější skladba je opera Jocelyn. Godard složil osm oper, pět symfonií, dva klavírní a dva houslové koncerty, smyčcový kvartet, sonáty pro housle a klavír, klavírní skladby a etudy a více než sto písní. Zemřel ve věku 45 let v Cannes na tuberkulózu a byl pohřben v rodinné hrobce v Taverny ve francouzském departementu Val-d'Oise.